# Copa Libertadores 1970
W jedenastej edycji Copa Libertadores udział wzięło 19 klubów reprezentujących wszystkie kraje zrzeszone w CONMEBOL oprócz Brazylii.
Każde z 9 państw wystawiło po 2 kluby, a ponadto do półfinału bez gry awansował obrońca tytułu. Zwycięzcą trzeci raz z rzędu został argentyński klub Estudiantes La Plata, który pokonał w finale urugwajski klub CA Peñarol. Pierwszy raz w historii tego turnieju ten sam klub zwyciężył trzy razy z rzędu.
W pierwszym etapie uczestnicy podzieleni zostali na 4 grupy - trzy po 4 kluby i jedna grupa z 6 klubami (grupa 3). Z każdej grupy do następnej rundy awansowały dwa kluby.
W następnej, ćwierćfinałowej rundzie, 8 klubów podzielono na 3 grupy - pierwsza i druga liczyła 3 drużyny, a trzecia 2 drużyny. Do półfinału awansowali zwycięzcy grup oraz obrońca tytułu Estudiantes La Plata.
W półfinale grano systemem przegrywający odpada, przy czym liczyła się głównie różnica punktów. Jeśli oba kluby zdobyły w dwumeczu taką samą liczbę punktów, rozgrywano mecz dodatkowy. Jeśli pomimo dogrywki stan pojedynku wciąż był remisowy, o awansie do finału decydowała liczba zdobytych bramek.
Kolejny raz do półfinału dotarł chilijski klub - tym razem Club Universidad de Chile. W półfinale znalazły się dwa kluby argentyńskie – River Plate i Estudiantes La Plata.
Finałowy dwumecz był bardzo wyrównany, a o ostatecznym sukcesie klubu Estudiantes zadecydowała jedna bramka.

## 1/8 finału

### Grupa 1Argentyna,Boliwia
| 15.02 Universitario La Paz – Club Bolívar 2:2 - Parada, Ferreira – Hernán Cayo, Schettina                         |
| 17.02 River Plate – Boca Juniors 1:3 - Enzo Gennoni – Aldo Villagra, Jorge Coch (2)                               |
| 22.02 Club Bolívar – Boca Juniors 2:3 - Gómez, René Rada – Ángel Clemente Rojas (2), Hugo Curioni                 |
| 26.02 Universitario La Paz – Boca Juniors 0:0                                                                     |
| 01.03 Universitario La Paz – River Plate 0:2 - Mario Trebucq, Enzo Gennoni                                        |
| 05.03 Club Bolívar – River Plate 1:1 - Tercilla – Ricardo Montivero                                               |
| 07.03 Boca Juniors – Universitario La Paz 4:0 - Raúl Armando Savoy (2), Ángel Clemente Rojas, Omar Larrosa        |
| 11.03 River Plate – Universitario La Paz 9:0 - Oscar Más (4), Daniel Onega (3), Reinaldo Merlo, Ricardo Montivero |
| 12.03 Boca Juniors – Club Bolívar 2:0 - Raúl Armando Savoy, Ángel Clemente Rojas                                  |
| 15.03 River Plate – Club Bolívar 1:0 - Daniel Onega                                                               |
| 19.03 Club Bolívar – Universitario La Paz 2:0 - Ramiro Blacutt, Tercilla                                          |
| 19.03 Boca Juniors – River Plate 2:1 - Omar Larrosa, Raúl Armando Savoy – Daniel Onega                            |

| Klub                 | Mecze | Zw | Rem | Por | Pkt | BrZd | BrStr |
| -------------------- | ----- | -- | --- | --- | --- | ---- | ----- |
| Boca Juniors         | 6     | 5  | 1   | 0   | 11  | 14   | 4     |
| River Plate          | 6     | 3  | 1   | 2   | 7   | 15   | 6     |
| Club Bolívar         | 6     | 1  | 2   | 3   | 4   | 7    | 9     |
| Universitario La Paz | 6     | 0  | 2   | 4   | 2   | 2    | 19    |

### Grupa 2Urugwaj,Wenezuela
| 15.02 Galicia Caracas – Valencia 0:2 - Salles, Lovizutto |
| 15.02 Club Nacional de Football – CA Peñarol 1:1 - Julio César Morales – Ermindo Onega                                                                                  |
| 21.02 Galicia Caracas – Club Nacional de Football 0:4 - Julio Montero Castillo, Atilio Ancheta, Julio César Morales, Díaz s                                             |
| 22.02 Valencia – CA Peñarol 0:0 |
| 25.02 Valencia – Club Nacional de Football 2:5 - Salles, Díaz – Julio César Morales, Luis Artime (2), Célio (2)                                                         |
| 27.02 Galicia Caracas – CA Peñarol 0:1 - Ermindo Onega |
| 03.03 Valencia – Galicia Caracas 3:1 - Zezinho, Lelo, Glassman – Ronald Langón                                                                                          |
| 06.03 CA Peñarol – Club Nacional de Football 0:0 |
| 10.03 CA Peñarol – Galicia Caracas 4:1 - Pedro Virgilio Rocha (2), Alberto Spencer, Ermindo Onega – Juan Maldonado                                                      |
| 12.03 Club Nacional de Football – Valencia 1:0 - Atilio Ancheta |
| 15.03 CA Peñarol – Valencia 11:2 - Alberto Spencer (2), Julio Losada (2), Nilo Acuña, Pedro Virgilio Rocha (3), Waldemar Cáceres, Ermindo Onega (2) – Lovizutto, Salles |
| 16.03 Club Nacional de Football – Galicia Caracas 2:0 - Juan Carlos Mamelli (2)                                                                                         |

| Klub                      | Mecze | Zw | Rem | Por | Pkt | BrZd | BrStr |
| ------------------------- | ----- | -- | --- | --- | --- | ---- | ----- |
| Club Nacional de Football | 6     | 4  | 2   | 0   | 10  | 13   | 3     |
| CA Peñarol                | 6     | 3  | 3   | 0   | 9   | 17   | 4     |
| Valencia                  | 6     | 2  | 1   | 3   | 5   | 9    | 18    |
| Galicia Caracas           | 6     | 0  | 0   | 6   | 0   | 2    | 16    |

### Group 3Chile,Kolumbia,Paragwaj
| 11.02 Club Guaraní – Club Olimpia 1:0 - Arsenio Valdez                                                                                         |
| 15.02 Club Guaraní – CSD Rangers 2:0 - Sergio Lastra s, Apolinar Paniagua                                                                      |
| 15.02 Deportivo Cali – Club Universidad de Chile 2:0 - Jorge Gallego, Juan Carlos Lallana                                                      |
| 18.02 Club Olimpia – CSD Rangers 5:1 - Benicio Ferreira (4), Américo Godoy – Tomas Eladio Benítez                                              |
| 18.02 América Cali – Club Universidad de Chile 2:2 - Norberto Raffo, Mario Sanclemente – Rubén Marcos, Carlos Arratía                          |
| 22.02 Club Olimpia – Club Universidad de Chile 1:1 - Lorenzo Jiménez – Carlos Arratía                                                          |
| 22.02 América Cali – CSD Rangers 1:0 - Pedro Nel Ospina                                                                                        |
| 25.02 Club Guaraní – Club Universidad de Chile 1:0 - Arsenio Valdez                                                                            |
| 25.02 Deportivo Cali – CSD Rangers 3:2 - Jorge Gallego, Victor Solarte, Juan Carlos Lallana – Tomas Eladio Benítez, Rubén Díaz                 |
| 01.03 Club Universidad de Chile – CSD Rangers 2:1 - Roberto Hodge, Esteban Aránguiz – Bauhoffer Graffigna                                      |
| 01.03 Deportivo Cali – América Cali 4:2 - Miguel Loayza, Jorge Gallego, Iroldo, Victor Solarte – Fernando Areán, Miguel Escobar s              |
| 05.03 América Cali – Club Guaraní 2:2 - Pedro Nel Ospina, Dardo Migone – Apolinar Paniagua (2)                                                 |
| 05.03 Deportivo Cali – Club Olimpia 0:1 - Rafael Crispín Verza                                                                                 |
| 08.03 Deportivo Cali – Club Guaraní 0:0 |
| 08.03 América Cali – Club Olimpia 1:1 - Norberto Raffo – Lorenzo Jiménez                                                                       |
| 11.03 América Cali – Deportivo Cali 2:4 - Fernando Areán (2) – Iroldo, Jorge Gallego, Victor Solarte, Miguel Loayza                            |
| 12.03 Club Olimpia – Club Guaraní 0:0 |
| 15.03 Club Olimpia – América Cali 1:0 - Aristides del Puerto                                                                                   |
| 15.03 Club Universidad de Chile – Deportivo Cali 3:1 - Guillermo Yávar, Rubén Marcos, Esteban Aránguiz – Iroldo                                |
| 18.03 CSD Rangers – Deportivo Cali 0:2 - Jorge Héctor Olmedo (2)                                                                               |
| 18.03 Club Guaraní – América Cali 4:1 - Arsenio Valdez, Aurelio Martínez, Luis Ivaldi, Alcides Sosa – Pedro Soma                               |
| 21.03 Club Olimpia – Deportivo Cali 5:1 - Américo Godoy, Versa, Espinoza (2), Lorenzo Jiménez – Miguel Loayza                                  |
| 21.03 CSD Rangers – América Cali 2:0 - Bauhoffer Graffigna, Gabriel Berdugo s                                                                  |
| 24.03 Club Universidad de Chile – América Cali 2:1 - Rubén Marcos, Pedro Araya – Pedro Nel Ospina                                              |
| 24.03 Club Guaraní – Deportivo Cali 1:1 - Aurelio Martínez – Jorge Héctor Olmedo                                                               |
| 26.03 CSD Rangers – Club Universidad de Chile 1:7 - Rubén Díaz – Carlos Arratía (3), Jaime Barrera (2), Esteban Aránguiz, Roberto Hodge        |
| 29.03 Club Universidad de Chile – Club Olimpia 2:1 - Esteban Aránguiz (2) – Aristides del Puerto                                               |
| 31.03 CSD Rangers – Club Guaraní 0:1 - Victor Domingo Juárez                                                                                   |
| 02.04 CSD Rangers – Club Olimpia 4:4 - Tomas Eladio Benítez (2), Alberto Villar (2) – Aristides del Puerto (2), Lorenzo Jiménez, Américo Godoy |
| 05.04 Club Universidad de Chile – Club Guaraní 0:0                                                                                             |

| Klub                      | Mecze | Zw | Rem | Por | Pkt | BrZd | BrStr |
| ------------------------- | ----- | -- | --- | --- | --- | ---- | ----- |
| Club Guaraní              | 10    | 5  | 5   | 0   | 15  | 12   | 4     |
| Club Universidad de Chile | 10    | 5  | 3   | 2   | 13  | 19   | 11    |
| Club Olimpia              | 10    | 4  | 4   | 2   | 12  | 19   | 11    |
| Deportivo Cali            | 10    | 5  | 2   | 3   | 12  | 18   | 16    |
| América Cali              | 10    | 1  | 3   | 6   | 5   | 12   | 22    |
| CSD Rangers               | 10    | 1  | 1   | 8   | 3   | 11   | 27    |

### Grupa 4Ekwador,Peru
| 14.02 América Quito – Defensor Arica Lima 1:1 - Jorge Bolaños Carrasco – Avilés                                |
| 15.02 LDU Quito – Universitario Lima 2:0 - Francisco Bertocchi (2)                                             |
| 21.02 LDU Quito – Defensor Arica Lima 1:2 - Francisco Bertocchi – Quintana, Héctor Urrunaga                    |
| 22.02 América Quito – Universitario Lima 0:3 - Héctor Bailetti (2), Ángel Uribe                                |
| 28.02 Universitario Lima – Defensor Arica Lima 2:1 - Bernales, Héctor Bailetti – Héctor Urrunaga               |
| 01.03 LDU Quito – América Quito 4:1 - Francisco Bertocchi (2), Carlos Ríos, Roberto Sussman – Migdonio Aguirre |
| 10.03 Defensor Arica Lima – América Quito 0:1 - Hugo Novasco                                                   |
| 12.03 Universitario Lima – América Quito 3:0 - Enrique Cassaretto (2), Héctor Bailetti                         |
| 14.03 Defensor Arica Lima – LDU Quito 0:0                                                                      |
| 16.03 Universitario Lima – LDU Quito 2:0 - Carlos Jurado, Enrique Cassaretto                                   |
| 20.03 Defensor Arica Lima – Universitario Lima 1:1 - Sierra – Héctor Bailetti                                  |
| 22.03 América Quito – LDU Quito 1:3 - Hugo Novasco – Francisco Bertocchi (2), Carlos Ríos                      |

| Klub                | Mecze | Zw | Rem | Por | Pkt | BrZd | BrStr |
| ------------------- | ----- | -- | --- | --- | --- | ---- | ----- |
| Universitario Lima  | 6     | 4  | 1   | 1   | 9   | 11   | 4     |
| LDU Quito           | 6     | 3  | 1   | 2   | 7   | 10   | 6     |
| Defensor Arica Lima | 6     | 1  | 3   | 2   | 5   | 5    | 6     |
| América Quito       | 6     | 1  | 1   | 4   | 3   | 4    | 14    |

## 1/4 finału

### Grupa 1
| 11.04 Universitario Lima – Boca Juniors 1:3 - Percy Rojas – Rubén Suñé, Norberto Madurga, Jorge Coch                                                |
| 14.04 Universitario Lima – River Plate 1:2 - Percy Rojas – Oscar Más, Néstor Scotta                                                                 |
| 16.04 River Plate – Boca Juniors 1:0 - Carlos Manuel Rodríguez                                                                                      |
| 22.04 Boca Juniors – Universitario Lima 1:0 - Miguel Nicolau                                                                                        |
| 25.04 River Plate – Universitario Lima 5:3 - Oscar Más (2), Daniel Onega, Enzo Gennoni, Néstor Scotta – Eleazar Soria, Percy Rojas, Héctor Bailetti |
| 30.04 Boca Juniors – River Plate 1:1 - Ángel Clemente Rojas – Daniel Onega                                                                          |

| Klub               | Mecze | Zw | Rem | Por | Pkt | BrZd | BrStr |
| ------------------ | ----- | -- | --- | --- | --- | ---- | ----- |
| River Plate        | 4     | 3  | 1   | 0   | 7   | 9    | 5     |
| Boca Juniors       | 4     | 2  | 1   | 1   | 5   | 5    | 3     |
| Universitario Lima | 4     | 0  | 0   | 4   | 0   | 5    | 11    |

### Grupa 2
| 12.04 LDU Quito – CA Peñarol 1:3 - Ramiro Tobar – Nilo Acuña, Alberto Spencer, Ermindo Onega |
| 19.04 Club Guaraní – CA Peñarol 2:0 - Aurelio Martínez, Ricardo Tabarelli                    |
| 22.04 LDU Quito – Club Guaraní 1:0 - Francisco Bertocchi                                     |
| 26.04 CA Peñarol – Club Guaraní 1:0 - Alberto Spencer                                        |
| 29.04 Club Guaraní – LDU Quito 1:1 - Alcides Sosa – Francisco Bertocchi                      |
| 02.05 CA Peñarol – LDU Quito 2:1 - Ermindo Onega, Néstor Gonçalves – Pablo Salazar           |

| Klub         | Mecze | Zw | Rem | Por | Pkt | BrZd | BrStr |
| ------------ | ----- | -- | --- | --- | --- | ---- | ----- |
| CA Peñarol   | 4     | 3  | 0   | 1   | 6   | 6    | 4     |
| Club Guaraní | 4     | 1  | 1   | 2   | 3   | 3    | 3     |
| LDU Quito    | 4     | 1  | 1   | 2   | 3   | 4    | 6     |

### Grupa 3
| 15.04 Club Universidad de Chile – Club Nacional de Football 3:0 - Pedro Araya (3) |
| 25.04 Club Nacional de Football – Club Universidad de Chile 2:0 - Célio (2)       |

- wobec jednakowej liczby punktów, rozegrano dodatkowy mecz w Porto Alegre:

| 28.04 Club Universidad de Chile – Club Nacional de Football 2:1 - Guillermo Yávar, Eduardo Peralta – Julio César Morales |

| Klub                      | Mecze | Zw | Rem | Por | Pkt | BrZd | BrStr |
| ------------------------- | ----- | -- | --- | --- | --- | ---- | ----- |
| Club Universidad de Chile | 2     | 1  | 0   | 1   | 2   | 3    | 2     |
| Club Nacional de Football | 2     | 1  | 0   | 1   | 2   | 2    | 3     |

### Obrońca tytułu
| Estudiantes La Plata jako obrońca tytułu awansował do 1/2 finału bez gry |

## 1/2 finału
| River Plate – Estudiantes La Plata 0:1 i 1:3 1 07.05 1970 Eduardo Flores 2 15.05 1970 Oscar Más – Jorge Solari, Juan Ramón Verón, Juan Miguel Echecopar                                                       |
| Club Universidad de Chile – CA Peñarol 1:0 i 0:2, dod. 2:2 (dog) 1 08.05 1970 Pedro Araya 2 12.05 1970 Ermindo Onega, Alberto Spencer 3 14.05 1970 Rubén Marcos, Roberto Hodge – Luis Lamberck, Jorge Peralta |

## FINAŁ
| Estudiantes La Plata – CA Peñarol 1:0 i 0:0 |
| 21 maja 1970 La Plata Estadio La Plata (40 000) Estudiantes La Plata – CA Peñarol 1:0 (0:0) Sędzia: Carlos Robles (Chile) Bramki: 1:0 Néstor Togneri 87 Club Estudiantes de La Plata: Néstor Errea – Rubén Pagnanini, Hugo Spadaro, Néstor Togneri, Carlos Pachamé, Jorge Solari, Carlos Bilardo, Juan Miguel Echecopar, Marcos Conigliaro, Eduardo Flores (Christian Rudzki), Juan Ramón Verón Club Atlético Peñarol: Ariel Pintos – Ricardo Soria (Mario González), Elías Ricardo Figueroa, Jorge Peralta, Alberto Martínez, Néstor Gonçalves, Milton Viera, Alfredo Lamas (Waldemar Cáceres), Nilo Acuña, Ermindo Onega, Luis Lamberck |
| 27 maja 1970 Montevideo Estadio Centenario (60 000) CA Peñarol – Estudiantes La Plata 0:0 Sędzia: José Dimas Larrosa (Paragwaj) Club Atlético Peñarol: Ariel Pintos – Ricardo Soria (Luis Speranza), Elías Ricardo Figueroa, Jorge Peralta, Alberto Martínez, Milton Viera, Néstor Gonçalves, Alfredo Lamas, Ermindo Onega, Luis Lamberck, Nilo Acuña Club Estudiantes de La Plata: Néstor Errea – Rubén Pagnanini, Hugo Spadaro, Néstor Togneri, José Hugo Medina, Carlos Bilardo, Carlos Pachamé, Jorge Solari, Marcos Conigliaro (Camilo Aguilar), Juan Miguel Echecopar (Christian Rudzki), Juan Ramón Verón                          |

## Klasyfikacja
Poniższa tabela ma charakter statystyczny. O kolejności decyduje na pierwszym miejscu osiągnięty etap rozgrywek, a dopiero potem dorobek bramkowo-punktowy. W przypadku klubów, które odpadły w rozgrywkach grupowych o kolejności decyduje najpierw miejsce w tabeli grupy, a dopiero potem liczba zdobytych punktów i bilans bramkowy.
| Poz                                                                      | Klub                      | Mecze | Zw | Rem | Por | Pkt | BrZd | BrStr |
| ------------------------------------------------------------------------ | ------------------------- | ----- | -- | --- | --- | --- | ---- | ----- |
| 1                                                                        | Estudiantes La Plata      | 4     | 3  | 1   | 0   | 7   | 5    | 1     |
| 2                                                                        | CA Peñarol                | 15    | 7  | 5   | 3   | 19  | 27   | 12    |
| 3                                                                        | Club Universidad de Chile | 16    | 8  | 4   | 4   | 20  | 27   | 18    |
| 4                                                                        | River Plate               | 12    | 6  | 2   | 4   | 14  | 25   | 15    |
| 5                                                                        | Club Guaraní              | 14    | 6  | 6   | 2   | 18  | 15   | 7     |
| 6                                                                        | Boca Juniors              | 10    | 7  | 2   | 1   | 16  | 19   | 7     |
| 7                                                                        | Club Nacional de Football | 9     | 5  | 2   | 2   | 12  | 16   | 8     |
| 8                                                                        | LDU Quito                 | 10    | 4  | 2   | 4   | 10  | 14   | 12    |
| 9                                                                        | Universitario Lima        | 10    | 4  | 1   | 5   | 9   | 16   | 15    |
| 10                                                                       | Club Olimpia              | 10    | 4  | 4   | 2   | 12  | 19   | 11    |
| 11                                                                       | Defensor Arica Lima       | 6     | 1  | 3   | 2   | 5   | 5    | 6     |
| 12                                                                       | Valencia                  | 6     | 2  | 1   | 3   | 5   | 9    | 18    |
| 13                                                                       | Club Bolívar              | 6     | 1  | 2   | 3   | 4   | 7    | 9     |
| 14                                                                       | Deportivo Cali            | 10    | 5  | 2   | 3   | 12  | 18   | 16    |
| 15                                                                       | América Quito             | 6     | 1  | 1   | 4   | 3   | 4    | 14    |
| 16                                                                       | Universitario La Paz      | 6     | 0  | 2   | 4   | 2   | 2    | 19    |
| 17                                                                       | Galicia Caracas           | 6     | 0  | 0   | 6   | 0   | 2    | 16    |
| 18                                                                       | América Cali              | 10    | 1  | 3   | 6   | 5   | 12   | 22    |
| 19                                                                       | CSD Rangers               | 10    | 1  | 1   | 8   | 3   | 11   | 27    |
| Podsumowanie: 88 meczów, w tym 22 remisy, 253 bramki - 2.875 bramki/mecz |                           |       |    |     |     |     |      |       |